# Haloniscus tomentosus
Haloniscus tomentosus is een pissebed uit de familie Scyphacidae. De wetenschappelijke naam van de soort is voor het eerst geldig gepubliceerd in 2001 door Taiti & Humphreys.